# Lijst van rijksmonumenten in de Gierstraat
De Gierstraat in de stad Haarlem telt 18 inschrijvingen in het rijksmonumentenregister. Hieronder een compleet overzicht van de rijksmonumenten in de Gierstraat.
| Object                                                                   | Oorspronkelijke functie? | Bouwjaar              | Architect | Locatie            | Coördinaten?                  | Nr.?  | Afbeelding                                     |
| ------------------------------------------------------------------------ | ------------------------ | --------------------- | --------- | ------------------ | ----------------------------- | ----- | ---------------------------------------------- |
| Drogisterij A.J. van der Pigge                                           | Woonhuis                 | 18e eeuw              |           | Gierstraat 3       | 52° 22' 46" NB, 4° 37' 58" OL | 19158 | Meer afbeeldingen                              |
| Pand met klokgeveltje met aan weerszijden voluten, beneden verbouwd      | Werk-woonhuis            | ca. 1750              |           | Gierstraat 23      | 52° 22' 45" NB, 4° 37' 57" OL | 19159 | Meer afbeeldingen                              |
| Pand met klokgeveltje met ter weerszijden vazen                          | Woonhuis                 | ca. 1780              |           | Gierstraat 25      | 52° 22' 45" NB, 4° 37' 56" OL | 19160 | Meer afbeeldingen                              |
| Pand met rechte kroonlijst, twee uithangtekens louis seize               | Woonhuis                 | ca. 1780              |           | Gierstraat 43      | 52° 22' 44" NB, 4° 37' 55" OL | 19161 | Meer afbeeldingen                              |
| Hoekpand met rechte kroonlijs                                            | Woonhuis                 | tweede helft 18e eeuw |           | Gierstraat 47      | 52° 22' 43" NB, 4° 37' 55" OL | 19162 | Meer afbeeldingen                              |
| Pand met rechte kroonlijst, voorheen topgevel                            | Woonhuis                 | 17e eeuw              |           | Gierstraat 49      | 52° 22' 43" NB, 4° 37' 55" OL | 19163 | Meer afbeeldingen                              |
| Pand met twee klokgevels, lijst afgedekt                                 | Woonhuis                 | 18e eeuw              |           | Gierstraat 51      | 52° 22' 43" NB, 4° 37' 54" OL | 19164 | Meer afbeeldingen                              |
| Pand met klokgevel, door gebogen lijst afgedekt                          | Woonhuis                 | 18e eeuw              |           | Gierstraat 53      | 52° 22' 43" NB, 4° 37' 54" OL | 19165 | Meer afbeeldingen                              |
| Pand met klokgevel, muur met dodekop behandeld                           | Woonhuis                 | 18e eeuw              |           | Gierstraat 77      | 52° 22' 40" NB, 4° 37' 53" OL | 19166 | Meer afbeeldingen                              |
| Pand met in- en uitspringende brede kroonlijst, steen met cartouche 1696 | Woonhuis                 | 1696                  |           | Gierstraat 8 - 8A  | 52° 22' 45" NB, 4° 37' 56" OL | 19167 | Meer afbeeldingen                              |
| Pand met gepleisterde klokgevel met sierlijke voluten                    | Woonhuis                 | 18e eeuw              |           | Gierstraat 44      | 52° 22' 42" NB, 4° 37' 53" OL | 19168 | Meer afbeeldingen                              |
| Pand met trapgevel met horizontale banden met dodekop bewerkt            | Woonhuis                 | begin 17e eeuw        |           | Gierstraat 48      | 52° 22' 42" NB, 4° 37' 53" OL | 19169 | Meer afbeeldingen                              |
| Pand met klokgevel met dodekop bewerkt                                   | Woonhuis                 | begin 17e eeuw        |           | Gierstraat 50      | 52° 22' 42" NB, 4° 37' 53" OL | 19170 | Meer afbeeldingen                              |
| Pand met lijstgevel                                                      | Werk-woonhuis            | eerste helft 19e eeuw |           | Gierstraat 52 - 54 | 52° 22' 42" NB, 4° 37' 53" OL | 19171 | Meer afbeeldingen                              |
| Pand met lijstgevel                                                      | Woonhuis                 | eerste helft 19e eeuw |           | Gierstraat 58      | 52° 22' 41" NB, 4° 37' 53" OL | 19172 | Meer afbeeldingen                              |
| Pand met lijstgevel                                                      | Woonhuis                 | eerste helft 19e eeuw |           | Gierstraat 60      | 52° 22' 41" NB, 4° 37' 53" OL | 19173 | Meer afbeeldingen                              |
| Pand met klokgevel                                                       | Woonhuis                 | midden 18e eeuw       |           | Gierstraat 62      | 52° 22' 41" NB, 4° 37' 53" OL | 19174 | Meer afbeeldingen                              |
| Pand met rechte kroonlijst op de hoek afgepunt                           | Woonhuis                 | 18e eeuw              |           | Gierstraat 78      | 52° 22' 40" NB, 4° 37' 53" OL | 19176 | Pand met rechte kroonlijst op de hoek afgepunt |

Centrum:
Bakenessergracht ·
Frankestraat ·
Gedempte Oude Gracht ·
Gierstraat ·
Groot Heiligland ·
Grote Houtstraat ·
Grote Markt ·
Jansstraat ·
Kenaupark ·
Klein Heiligland ·
Kleine Houtstraat ·
Kleine Houtweg ·
Koningstraat ·
Nieuwe Gracht ·
Parklaan ·
Spaarnwouderbuurt ·
Wilhelminastraat ·
Zijlstraat

Zuid-West:
Florapark ·
Floraplein ·
Wagenweg 

Haarlem-Oost

Schalkwijk

Noord:
Begraafplaats Kleverlaan ·
Spaarndam 